# 유피미아 앨런
유피미아 앨런(영어: Euphemia Allen, 1861년 7월 11일 ~ 1949년 11월 9일)은 영국의 여성 피아노 연주자 겸 작곡가이다. 1877년에 피아니스트 첫 데뷔하였다. 전세계 국가에서 보통적으로 《젓가락 행진곡》이라는 1877년작 피아노 연주곡의 작곡자로도 널리 잘 알려져 있다. 생전에 영국의 지휘자 겸 고전 음악 평론가 에이드리언 볼트에게 헌정 송사를 받기도 하였다.